# Engin Öztürk
Engin Öztürk (n. 28 septembrie 1986, Eskișehir, Turcia) este un actor turc. Și-a petrecut toată copilăria în orașul său natal. Este cunoscut mai ales pentru rolul Prințului Selim, în serialul Muhteșem Yüzyıl.

## Biografie
Engin Öztürk s-a născut pe data de 28 septembrie 1986, într-o familie cu 4 copii. Părinții lui sunt o mamă casnică și un soldat retras. După ce a absolvit liceul în orașul său natal, Engin a venit în Ankara și s-a înscris în 2008 la Facultatea de artă dramatică din cadrul Universitații de Stat Hacettepe. Aici a urmat studii de actorie, pe care le-a terminat în anul 2012. Rolul său de debut a fost Selim Yașaran, un violator, în cadrul serialului Fatmagül'ün Suçu Ne?.
În cadrul unui interviu, Engin a declarat:
„Sunt o persoană deschisă. Am foarte mulți prieteni adevărați. Îmi iubesc familia și ei mă iubesc la fel. Îmi iubesc prietenii și, în general, iubesc oamenii. Sunt foarte curios. Uneori curiozitatea mă face să greșesc. Ca semn zodiacal sunt Balanță, iată de ce îmi pot schimba decizia în fiece secundă.”

## Filmografie
| Țară   | Serial/Film                     | Rol           | An        | Referință |
| ------ | ------------------------------- | ------------- | --------- | --------- |
| Turcia | Fatmagül'ün Suçu Ne?            | Selim Yașaran | 2010-2012 | [ 9 ]     |
| Turcia | Behzat Ç. Bir Ankara Polisiyesi | Komiser Emre  | 2012-2013 | [ 10 ]    |
| Turcia | Çanakkale Yolun Sonu            | Mustafa Kemal | 2013      | [ 1 ]     |
| Turcia | Muhteșem Yüzyıl                 | Prințul Selim | 2013-2014 | [ 11 ]    |
| Turcia | Bu Son Olsün                    |               | 2014      | [ 12 ]    |
| Turcia | Hayat Yolunda                   | Dr.Cem Korcan | 2014-     |           |

Yüskek Sosyete  Kerim